# Verosvres
Verosvres ist eine französische Gemeinde mit 430 Einwohnern (Stand: 1. Januar 2022) im Département Saône-et-Loire in der Region Bourgogne-Franche-Comté (vor 2016 Bourgogne). Sie gehört zum Arrondissement Mâcon und zum Kanton La Chapelle-de-Guinchay (bis 2015: Kanton Saint-Bonnet-de-Joux). Die Einwohner werden Vroulons genannt.

## Geographie
Verosvres liegt etwa 50 Kilometer südwestlich von Chalon-sur-Saône.
Nachbargemeinden von Verosvres sind Suin im Norden, Sivignon im Nordosten, Trivy im Osten, Dompierre-les-Ormes im Südosten, Montmelard im Süden sowie Beaubery im Westen.
Durch die Gemeinde führen die Route nationale 79 sowie der Fluss Semence.

## Bevölkerungsentwicklung
| Jahr                      | 1962 | 1968 | 1975 | 1982 | 1990 | 1999 | 2006 | 2011 | 2016 |
| Einwohner                 | 606  | 555  | 486  | 475  | 425  | 402  | 482  | 433  | 448  |
| Quelle: Cassini und INSEE |      |      |      |      |      |      |      |      |      |

## Sehenswürdigkeiten
- Kirche Saint-Laurent
- Schloss Le Terreau, Monument historique seit 1984

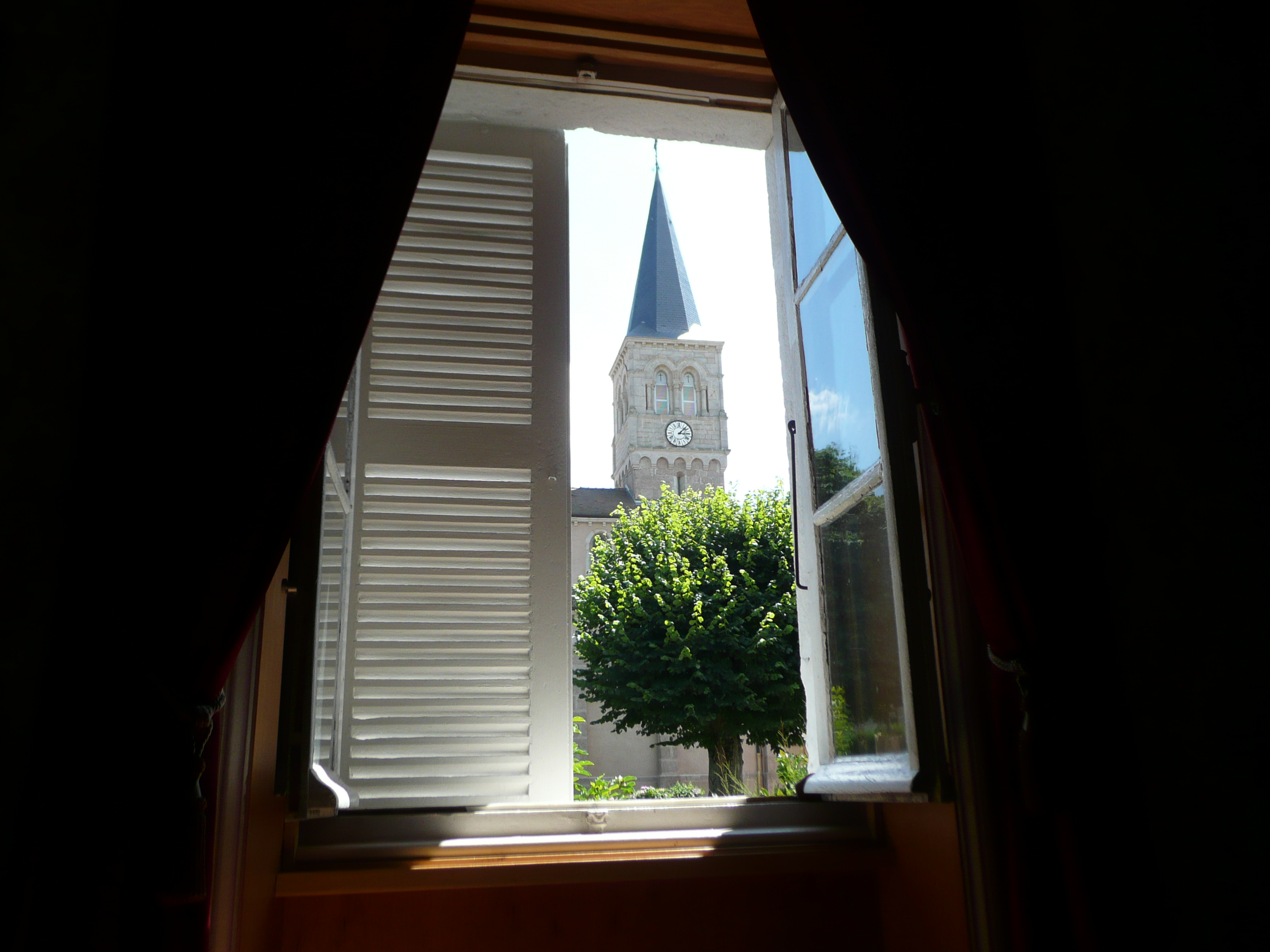
Glockenturm der Kirche Saint-Laurent
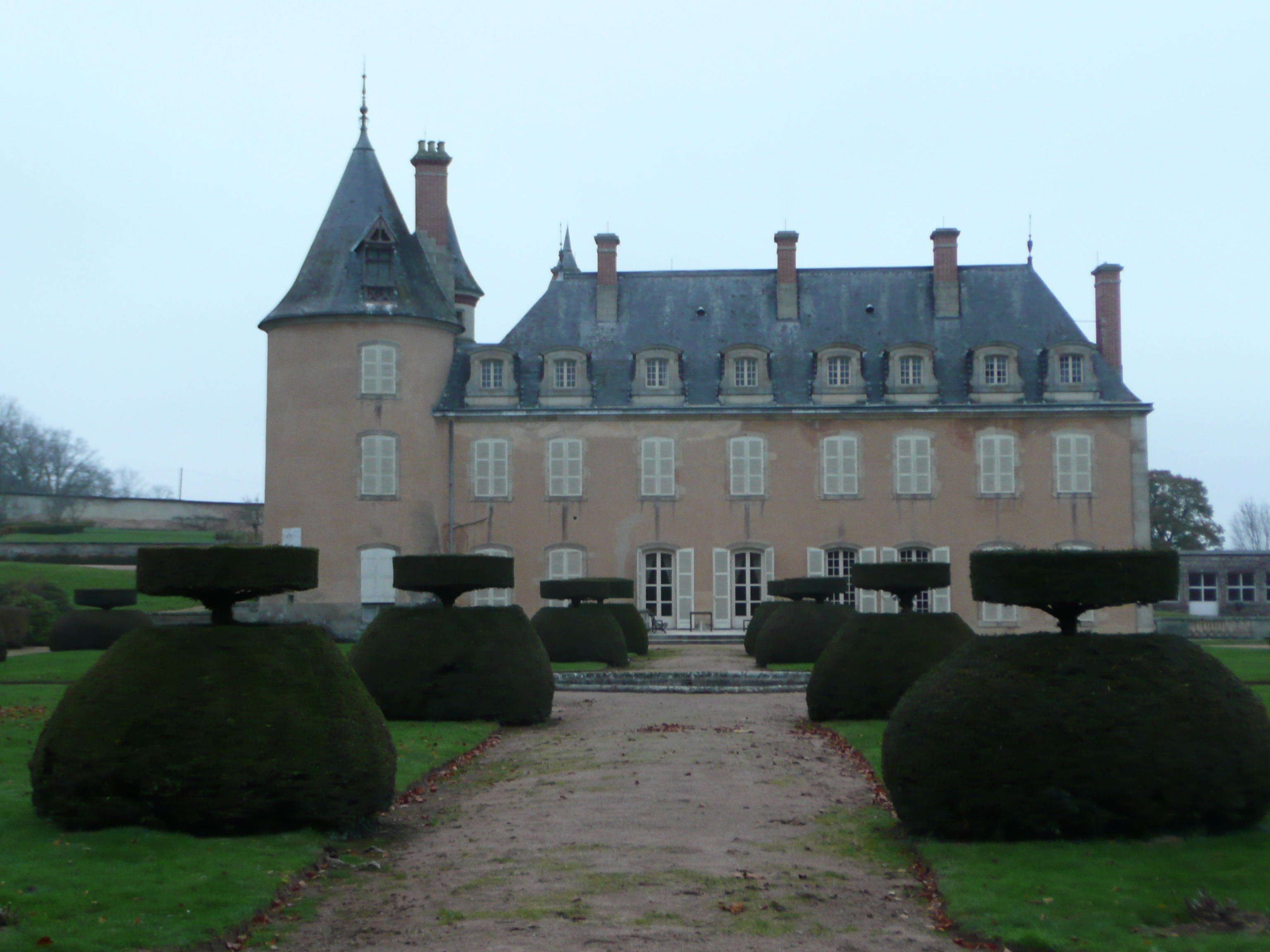
Schloss Verosvres

## Persönlichkeiten
- Margareta Maria Alacoque (1647–1690), Nonne und Mystikerin